# Valcotos

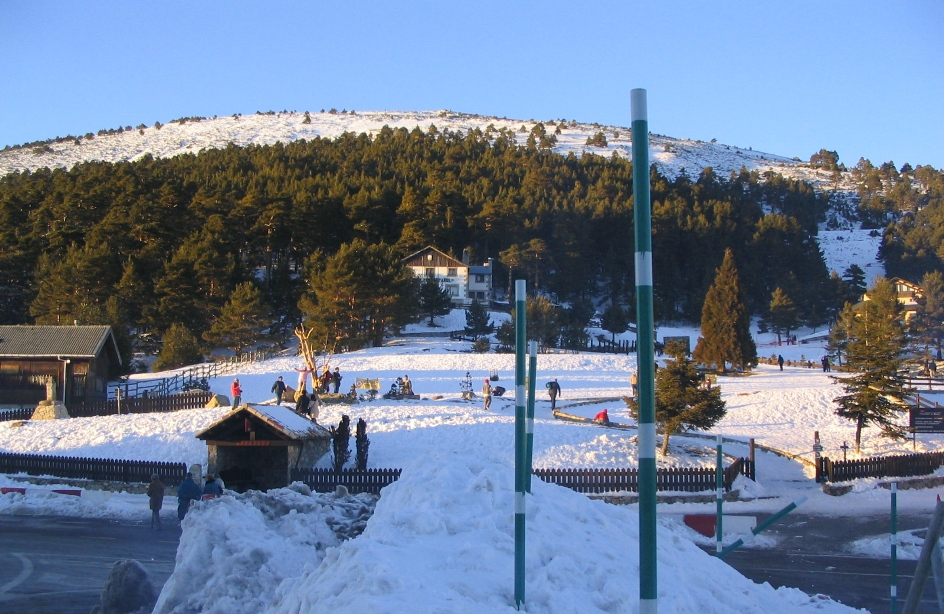
Vista del Puerto de Cotos, punto de partida de la antigua estación de Valcotos.

Valcotos fue una estación de esquí situada en la Sierra de Guadarrama, en el noroeste de la Comunidad de Madrid (España). Ocupaba la zona sur del actual parque natural de Peñalara, entre el circo de Peñalara y el puerto de Cotos. Esta estación de esquí se proyectó como una expansión de la estación del Puerto de Navacerrada, colapsada durante los fines de semana de los años 1960. La gran desventaja de Valcotos era su orientación sur, algo que no se tuvo en cuenta en los copiosos años de nieve que coincidieron con su diseño y desarrollo. Algunas de las pistas de la desaparecida estación de esquí se usan actualmente para practicar esquí de fondo.

## Historia
Valcotos abrió sus puertas en 1969 con un telesilla y un telesquí. Durante los años 1972 y 1986, la estación de esquí experimentó un gran desarrollo, pasando de tener tres remontes mecánicos a disponer de nueve. A partir de 1986, comenzó una crisis en la estación motivada por varios factores, principalmente porque la nieve caída después de ese año no fue tan abundante como la de los anteriores. El empleo de estas máquinas no resultó económicamente rentable, lo cual agravó notablemente la crisis. Por otro lado, la desviación intencionada del cauce de un arroyo provocó graves daños en la Laguna Chica de Peñalara, lo que alertó a grupos ecologistas que se movilizaron y consiguieron salvar este humedal. Finalmente, en 1990 se creó el parque natural de Peñalara, que protegía gran parte de los terrenos de la estación y limitaba la expansión de esta.
Estos problemas hicieron que en diciembre de 1998 la Consejería de Medio Ambiente de la Comunidad de Madrid oficialmente expropiara la estación de esquí de Valcotos (otras fuentes señalan que en realidad se trató de una compra) y en mayo de 1999 se inició el desmantelamiento de la estación de esquí alpino y la restauración de las zonas alteradas. Se reforestaron con pino silvestre las antiguas pistas, y se quitaron todos los remontes y construcciones. Este proceso fue pionero en Europa. Actualmente sólo quedan algunas pistas de esquí de fondo que salen del Puerto de Cotos.